# Heraclides de Siracusa (almirall)
Heraclides (llatí: Heracleides, en grec antic: Ἡρακλείδης) fou un almirall siracusà que va dirigir a les forces mercenàries de Dionís el Jove. Va ser desterrat de Siracusa, segons sembla pel relat de Plutarc, per haver conspirat amb Dió de Siracusa i altres per l'enderrocament del tirà i segurament va fugir de la ciutat juntament amb Dió i Megacles o poc després. Es va reunir amb altres exiliats al Peloponès i va preparar l'enderrocament de Dió.
Quan Dió va sortir cap a Siracusa, Heraclides va restar al Peloponès per reunir més tropes. Plutarc diu que va retardar la sortida per enemistat contra Dió, però el cert és que més tard se li va unir a Siracusa amb vaixells i soldats; va ser rebut amb aclamacions pels ciutadans que el van proclamar comandant en cap de les forces navals, cosa que va molestar a Dió que havia estat investit amb el poder suprem, però quan el poble va revocar el nomenament, llavors Dió el va nomenar pel mateix càrrec però sota la seva pròpia autoritat.
En aquest moment Dionís restava assetjat a l'illa Ortígia i depenia dels subministraments per mar. Filist es va acostar a l'illa amb 60 trirrems i Heraclides li va sortir al pas amb una força similar, i va derrotar a Filist després d'un obstinat combat. Filist va ser fet presoner i executat i Dionís no va tardar a evacuar l'illa deixant a Apol·lòcrates al càrrec de la ciutadella (356 aC).
Heraclides i altres 25 generals foren nomenats comandants i Dió va haver de deixar el poder suprem i es va retirar amb els seus mercenaris cap a Leontins; però les dissensions entre tants generals i l'arribada a Ortígia d'Hipsi amb reforços, va aconsellar als siracusans de tornar a cridar a Dió. Heraclides havia estat ferit però també va demanar la tornada de Dió i quan aquest va arribar es va posar al seu servei. Dió va ser confirmat en el càrrec de general autòcrata i va nomenar Heraclides com a almirall suprem.
Segons Plutarc, historiador contrari a Heraclides, aquest va fugir amb la flota a Messana i va entrar en negociacions amb Dionís, però finalment es va tornar a sotmetre a Dió, que li va perdonar la vida i el va restaurar en el seu favor. Quan Apol·lòcrates va sortir d'Ortígia (354 aC) Dió va quedar amb el poder absolut de Siracusa i llavors va destituir Heraclides acusat de conspirar altre cop, i una banda d'homes armats el va anar a buscar a casa seva i el va matar. La indignació dels siracusans era tan gran que Dió li va haver de decretar un esplèndid funeral.